# Alojzy Sitek
Alojzy Sitek (ur. 29 stycznia 1929 w Cisówce, obecnie części Jastrzębia Zdroju, zm. 18 stycznia 2019 w Opolu) – polski duchowny katolicki, kapłan diecezji opolskiej, doktor teologii, historyk, archiwista, działacz opozycji antykomunistycznej. Honorowy obywatel Opola.

## Życiorys
W 1954 został absolwentem Wyższego Seminarium Duchownego w Nysie i uzyskał święcenia kapłańskie. W latach 1954–1960 był wikariuszem w parafii Najświętszej Marii Panny w Kluczborku, w latach 1960–1970 notariuszem kurii diecezji opolskiej. Kanclerz kurii diecezji opolskiej od 1970 do 1996. W latach 1977–2004 był kierownikiem archiwum diecezji opolskiej.
W latach 80. XX wieku współpracował z NSZZ „Solidarność”. W okresie stanu wojennego koordynował działalność Komitetu Pomocy Osobom Pozbawionym Wolności i ich Rodzinom w Opolu.
W 1986 uzyskał stopień naukowy doktora.
Opublikował m.in. Problem przejmowania kościołów ewangelickich przez katolików na Śląsku Opolskim po II wojnie światowej (1985) i Organizacja i kierunki działalności Kurii Administracji Apostolskiej Śląska Opolskiego w latach 1945–1956 (1986).
W 2003 roku otrzymał Medal „Zasłużony dla „Solidarności” Regionu Śląska Opolskiego. W 2005 został Honorowym Obywatelem Miasta Opole. W 2008 roku został laureatem Nagrody im. Wojciecha Korfantego, natomiast rok później otrzymał medal Krajowego Zjazdu Delegatów NSZZ „Solidarność”
Zmarł 18 stycznia 2019. Został pochowany na cmentarzu w Opolu-Wróblinie (parafia Czarnowąsy).